# Rozsosza
Rozsosza (ukr. Розсоша) – wieś na Ukrainie, w obwodzie chmielnickim, w rejonie chmielnickim, nad rzeką Wowk, siedziba hromady. W 2001 roku liczyła 1438 mieszkańców.
Znajdują się tu stacja kolejowa Skibnewo oraz przystanek kolejowy Rozsosza, położone na linii Chmielnicki – Kamieniec Podolski – Kelmieńce.

## Historia
W XIX i w początkach XX w. Rososze położone było w Rosji, w guberni podolskiej, w powiecie płoskirowskim, w gminie Malinicze.

Rozgrabiono tak, że ślad nie został, Skibniewo, Andrejkowce, Rajkowce, Ochrymowce i szereg niezliczonych innych...

Po I wojnie światowej pod administracją polską, w Zarządzie Cywilnym Ziem Wołynia i Frontu Podolskiego, w okręgu podolskim, w powiecie płoskirowskim.
W wyniku postanowień traktatu ryskiego znalazły się w granicach Związku Sowieckiego. Od 1991 w niepodległej Ukrainie.